# عبد الإله الياسري
الشاعر عبد الإله الياسري شاعرٌ عراقيٌ وُلِد في مدينةِ النجفِ عام 1950 ويعيش في المهجر منذ عام 1979, له كتابات وقصائد في الشعرِ العَموديِّ والشعر الحر تتمحور حول المرأة والوطن يطمح من خلالها إلى التحرر وكسر القيود. في كتاباتهِ حسٌّ عاطفيٌ يختلطُ معَ صورِ الطبيعةِ الَّتِي تعكس مرحلتين من حياتهِ هُمَا الغربة والوطن. لا نجد في كتاباته مدحاً لحاكمٍ أو مسؤول بل على العكس هنالكَ التمرد على السلطة حَدّ الإستِهجان. وفي مكان اخر احتوت كتاباته على تخليدٍ لِأَشخَاصٍ سَجَّلُوا إحتِجَاجَاً ضِدَّ السلطةِ أو لهم مواقف من «سلبيات اجتماعية» يرى الشاعِرُ أَنَّ على المُجتَمعاتِ الانتباهَ لِخَطَرِهَا.

## السيرة الذاتية
الياسري حاصل على درجة البكالوريوس في اللغة العربية من جامعة بغداد 1972 وكان مدرساً للغة العربية لغاية عام 1979 اذ غادر العراق إلى المغرب، منفاه الاختياري، يعمل من خلاله في التدريس لعشر سنوات غادر بعدها إلى مستقره الحالي، كندا. لم يتم تسليط الضوء كثيراً على هذا الشاعر بسبب ابتعاده عن الاضواءِ من جهة واختلافه مع التوجهات السياسية التي كَاَنتْ تُسَيطِرعَلَى المَشهدِ السياسي العامِ في بلدهِ آنذاك من جهة أخرى، إضافة إلى اختلافهِ مع التوجهات السياسية الحالية. تم مؤخراً وضع أعماله الشعرية قيد البحوث الاكاديمية في العراق.

## بحوث اكاديمية
1. الاغتراب في شعر عبد الإله الياسري: عَنْ رسالة الماجستير للباحث الاكاديمي مهند عبد العظيم باقي، جامعة كربلاء - كلية التربية - قسم اللغة العربية
2. لغة الشعر عند عبد الإله الياسري: عن رسالة الماجستير للباحث الاكاديمي عباس الأنيس، جامعة بغداد - كلية ابن رشد - قسم اللغة العربية
3. الرمز في شِعر عبد الإله الياسري: عن رسالة الماجستير للباحث الاكاديمي يعقوب حميد عبيد جازع، جامعة كربلاء.
4. الشعر العراقي في اميركا الشمالية (1990-2020): لنيل شهادة الدكتوراه للباحثة نهى عبدالرسول زكي الانباري , جامعة بغداد - كلية التربية - ابن رشد.

## المحتوى التاريخي
هنالك مقالات أكاديمية ونقدية في مواقع إلكترونية تناولت سيرة الشاعر الذاتية والادبية وتم جمع مخطوطات شعرية قام الشاعر بكتابتها على مدى السنوات الممتدة منذ عام 1965 وتمت طباعة ونشر سبعة دوايين منها. ويتم من خلال دراسة تلك المخطوطات رصد مراحل تاريخية مهمة للمجتمع العراقي كون الشاعر اعتمد فيها الرأي الذاتي والاستقلالية عن المجتمع والسلطة.

## الأعمال الادبية
1. ديوان جرح ومنفى: اغلبها من الشعر الحر تمثل الانفعالات العاطفية للشاعر بين الوطن والاغتراب وتأثير ذلك على الذات والحب، كتابات تلخص الطموح لغد أفضل على المستوى الوطني والاجتماعي. عن دار الرواد للطباعة والنشر
2. ديوان جذور الفجر: قصائد سبقت هجرة الشاعرعام 1979 وفيها التوق إلى فجر الحرية والتغيير. عن مؤسسة دار الصادق الثقافية.
3. ديوان اجراس البقاء: قصائد يجسد الشاعر من خلالها استقلاله عن السلطة والمال، وبالمقابل يجسد اعتزازه بشخصيات عامة رحلت عن المجتمع فتركت ارثاً يحتذى به فيتنبأ ببقاءهم في تاريخ الإنسانية وهذا الديوان يتضمن قصيدة عمودية تقرب المائتين وخمسين بيتاً عن ثورة الحسين بن علي وما يمكن استخلاصه من تجربة نقارن بها ظلم السلطة وما يحدث من قهر للشعوب. عن مؤسسة دار الصادق الثقافية.
4. ديوان أشرعة بلا مرفأ: قصائد كتبها الشاعر خلال فترة غربته مجسدا ما فيها من احاسيس قد تتكون لدى من هو بعيد عن الوطن من حنين وضياع واصطدام للثقافات. عن مؤسسة دار الصادق الثقافية.
5. ديوان في ظل حواء: قصائد كتبها الشاعر في فترة 1968-1972 خلال دراسته الجامعية في بغداد دارت حول المرأة في ظل ما يعتقده الشاعر سلطة ذكورية. عن مؤسسة دار الصادق الثقافية.
6. ديوان أرق النجم: مجموعة شعرية لفترة بين 1966-1969. عن مؤسسة دار الصادق الثقافية.
7. ديوان رغم الثلج والرماد: تتضمن قصائد حديثة للشاعر بعد زيارته العراق عام 2009 يصف من خلالها ما آلت اليه الامور في العراق ويقارن الرحلة التاريخية للمجتمع العراقي. عن مؤسسة دار الصادق الثقافية.

## بحوث ودراسات نقديّة حول سيرته وشعره *
1. هادي العلوي , مدارات صوفية , الطبعة الاولى 1997 م  ص 255 ( أرَق النَجم - عبدالاله الياسري )
2. وليـد العــرفيّ ، حمص ، سـوريـا ، صحيفـة المثقّـف الإلكترونية ، العـدد5035 المصـادف 18-06-2020 ( البعـد الوطنيّ في شـعـر عبـدالإله اليـاسـريّ ) .
3. يعقوب حميد عبيد ، رسالة لنيل الماجستير : " الرمز في شعر عبـدالإلـه الياسـريّ " ـ كلية التربيّة ، جامعة كربـلاء ، العـراق . 2022 م .
4. مهنّـد عبدالعظيـم باقي ، رسالة لنيل الماجستير: "الإغتراب في شـعــر عــبـدالإلـه الياسـريّ" ــ  كليــة التربيّــة ، جامعــة كربلاء ، العراق .2018 م .
5. نهى عبد الرسول زكي ، إطروحة لنيل الدكتوراه : " الشعر العـراقيّ في إمريكا الشماليّـة " ــ كليّـة التربيـة ، ابن رشـد ، جامعة بغداد ، العراق 2022 م . ( يُنظر : عبدالإله الياسري في التمهيد وفي الفصول  : 3-2-1 ) .
6. سعيد عدنان ، مقالات في الأدب والثقافـــة ، الطبعـــة الأولى 2018م ، بيروت ، لبنان ، ص72 ( عبدالإله الياسريّ ــــ الغـربة المتوهّجة ) .
7. سـامر فـاضـل الأسدي ، مجلّة جامعة بابـل ، المجلد26  ، العدد 7 لسنة2018م ، ( قصيدة الشخصيّة في شعر عبـدالالـه الياسـريّ ) .
8. عبّـاس أنيـس جحيـل ، رسالة لنيـل الماجستير : " لغة الشعر عنـد عبـدالإلـه اليـاسـريّ " ــ كليّـة التربيـة ، ابن رشــد  ،جامعة بغداد ، العراق 2019 م .
9. فاخر جاسم ، (عبدالإله الياسريّ وقوافل أحزانه) . الحوار المتمدن ، العدد : 3602 ، المصادف 09/01/2012 .
10. فاخر جاسم ، (قراءة في ديوان " جذور الفجر " للشاعر عبدالإله الياسريّ) . الحوار المتمدن ، العدد :3953 المصــادف 26/12/2012 .
11. رائد حاكم الكعبي (الوعي الثقافي في نقد أنساق السلطة ـ شعر عبدالإله الياسريّ أنموذجاً) ، جامعة الكوفة ، العراق . 2021 م .
12. رحمن خضير عبّاس ، قسوة الظمأ في مجموعة " جذور الفجـر " لعبدالإله الياسريّ ــ الحوار المتمدن ، العدد :3912 المصادف 15/11/2012 .
13. رحمن خضير عبّاس ، مجمـوعـة " جـرح ومنـفي " لعبدالإله الياسريّ ــ الحوار المتمدن ، العدد : 3426المصادف 14/07/2011 .
14. خالد جواد شبيل ، في غزل الياسريّ (القسم الثاني) ، صحيفة المثقف المثقـف ، العــدد : 2065 الثلاثاء20/03/2012 .
15. خالد جـواد شبيل ، في غزل الياسريّ ـــ قول في الغزل الجرئ وأشياء أخرى (القسم الثالث) صحيفة المثقف ، العدد :2077 الأحد 01/04/2012 .
16. خالد جـواد شبيل ، بين تائيتين ، نُشـرت أربعة أقســـام منها في مواقع إلكترونيّة مختلفة منها موقعا " النور" و"عرب تايمز" .
17. The New Certainty Anthology of Modern poetry - By Sozan Jamil & Karim Shalan. First edition: 2018. (Abdulilah Alyasiri . Page.53)

## References
1. ↑  رافد اياد : متتبع لمقالات الويكي بيديا حول اعلام العراق و متابع لسيرة حياة الشاعر.

http://www.alnoor.se/author.asp?id=3749
http://www.albabtainprize.org/encyclopedia/poet/0822.htm
http://www.m.ahewar.org/s.asp?aid=290908&r=0
1. ↑  جرح ومنفى عن دار الرواد للطباعة والنشر : رقم الايداع في دار الكتب و الوثائق ببغداد 1093 لسنة 2010
2. ↑  جذور الفجر مجموعة شعرية عن مؤسسة دار الصادق الثقافية: رقم الايداع في دار الكتب و الوثائق ببغداد 0722 لسنة 2012
3. ↑  اجراس البقاء مجموعة شعرية عن مؤسسة دار الصادق الثقافية: رقم الايداع في دار الكتب و الوثائق ببغداد 2779 لسنة 2016
4. ↑  اشرعة بلا مرفأ مجموعة شعرية عن مؤسسة دار الصادق الثقافية: رقم الايداع في دار الكتب و الوثائق ببغداد 2780 لسنة 2016
5. ↑  في ظل حواء مجموعة شعرية عن مؤسسة دار الصادق الثقافية: رقم الايداع في دار الكتب و الوثائق ببغداد 2781 لسنة 2016
6. ↑  أرق النجم مجموعة شعرية عن مؤسسة دار الصادق الثقافية : رقم الايداع في دار الكتب و الوثائق ببغداد 1761 لسنة 2017
7. ↑  رغم الثلج و الرماد مجموعة شعرية عن مؤسسة دار الصادق الثقافية: رقم الايداع في دار الكتب و الوثائق ببغداد 2225 لسنة 2017